# Parrocchie della diocesi di Chioggia
Le parrocchie della diocesi di Chioggia sono 68 e sono distribuite in comuni e frazioni delle provincie di Venezia e Rovigo.

## Eccezioni all'estensione della diocesi
A causa delle delimitazioni storiche sopra citate, la diocesi talvolta non comprende del tutto un territorio comunale, lasciando alcune parrocchie alle diocesi limitrofe. I casi in proposito sono:
- Valli, frazione di Chioggia, è compresa nella diocesi di Padova;
- del comune di Adria, compreso per lo più nella diocesi di Adria-Rovigo, sono comprese le parrocchie di Ca' Emo, Fasana (vic. di Cavarzere) e Mazzorno Sinistro (vic. di Loreo);
- Foresto (vic. di Cavarzere) è l'unica parrocchia del comune di Cona a non appartenere alla diocesi di Padova;
- il comune di Taglio di Po è ripartito tra il vic. di Ca' Venier (Gorino Sullam e Oca) e quello di Loreo (Mazzorno Destro e Taglio di Po);
- le parrocchie del comune di Porto Viro appartengono al vic. di Loreo, tranne Villaregia che è compresa nel vic. di Ca' Venier;
- l'isola di Pellestrina è compresa nel comune di Venezia che, per il resto, fa capo al patriarcato omonimo.

## Vicariati

### Vicariato di Chioggia-Pellestrina
Comprende le parrocchie del centro storico e della frazione Ca' Bianca del comune di Chioggia e dell'isola di Pellestrina del comune di Venezia. La popolazione del territorio ammonta a 24.291 unità.
| Parrocchia             | Patrono                                                    | Comune   | Frazione/Quartiere  | Popolazione | Web |
| ---------------------- | ---------------------------------------------------------- | -------- | ------------------- | ----------- | --- |
| Cattedrale             | Santa Maria Assunta                                        | Chioggia | Rione Duomo         | 2.471       |     |
| Borgo San Giovanni     | San Giovanni Battista                                      | Chioggia | Borgo San Giovanni  | 5.400       |     |
| Ca' Bianca             | Beata Vergine del Rosario                                  | Chioggia | Ca' Bianca          | 950         |     |
| Filippini              | Patrocinio della Beata Vergine Maria e di San Filippo Neri | Chioggia | Rione San Giacomo   | 1.100       |     |
| Salesiani              | Maria Ausiliatrice                                         | Chioggia |                     | 2.190       |     |
| San Domenico           | San Domenico confessore                                    | Chioggia |                     | 1.300       |     |
| San Giacomo            | San Giacomo apostolo                                       | Chioggia |                     | 3.800       |     |
| Sant'Andrea            | Sant'Andrea apostolo                                       | Chioggia | Rione Sant'Andrea   | 2.100       |     |
| Pellestrina-Ognissanti | Tutti i Santi                                              | Venezia  | Pellestrina         | 2.500       |     |
| Portosecco             | Santo Stefano protomartire                                 | Venezia  | Portosecco          | 480         |     |
| Sant'Antonio           | Sant'Antonio                                               | Venezia  | Sant'Antonio        | 1.200       |     |
| San Pietro in Volta    | San Pietro apostolo                                        | Venezia  | San Pietro in Volta | 800         |     |

### Vicariato di Cavarzere
Comprende le parrocchie dei comuni di Cavarzere e Pettorazza Grimani e delle frazioni Ca' Emo e Fasana di Adria e Foresto di Cona. La popolazione del territorio ammonta a 18.352 unità e la vicaria è suddivisa in 6 unità pastorali (1. San Mauro-Passetto-Ca' Briani; 2. Boscochiaro-Villaggio Busonera-San Gaetano; 3. San Giuseppe-Rottanova-Foresto; 4. San Pietro-Dolfina; 5. Ca' Emo-Fasana-Botti Barbarighe; 6. Pettorazza Grimani-Pettorazza Papafava).
| Parrocchia                | Patrono                                           | Comune             | Frazione/Quartiere | Popolazione |
| ------------------------- | ------------------------------------------------- | ------------------ | ------------------ | ----------- |
| Cavarzere                 | San Mauro martire                                 | Cavarzere          | centro             | 8.300       |
| Boscochiaro               | San Francesco d'Assisi                            | Cavarzere          | Boscochiaro        | 1.230       |
| Ca' Briani                | Beata Vergine Addolorata                          | Cavarzere          | Ca' Briani         | 250         |
| Ca' Emo                   | Beata Vergine del Monte Carmelo                   | Adria              | Ca' Emo            | 670         |
| Dolfina                   | Sant'Antonio di Padova                            | Cavarzere          | Dolfina            | 235         |
| Fasana                    | Beata Maria Vergine delle Grazie                  | Adria              | Fasana             | 879         |
| Foresto                   | Santa Maria della Neve                            | Cona               | Foresto            | 169         |
| Passetto                  | Maternità di Maria Santissima                     | Cavarzere          | Passetto           | 710         |
| Pettorazza Grimani        | San Giuseppe sposo di Maria Santissima Vergine    | Pettorazza Grimani | centro             | 850         |
| Pettorazza Papafava       | Natività di Maria Santissima                      | Pettorazza Grimani | Papafava           | 600         |
| Rottanova                 | Santa Maria Assunta                               | Cavarzere          | Rottanova          | 1.000       |
| San Gaetano di Cavarzere  | San Gaetano                                       | Cavarzere          | San Gaetano        | 170         |
| San Giuseppe di Cavarzere | San Giuseppe                                      | Cavarzere          | San Giuseppe       | 1.183       |
| San Pietro di Cavarzere   | San Pietro apostolo                               | Cavarzere          | San Pietro         | 900         |
| Villaggio Busonera        | Beata Maria Vergine Mediatrice di tutte le Grazie | Cavarzere          | Villaggio Busonera | 350         |

### Vicariato di Ca' Venier
Comprende le parrocchie del comune di Porto Tolle e delle frazioni Gorino Sullam e Oca di Taglio di Po e Villaregia di Porto Viro. La popolazione del territorio ammonta a 12.475 unità.
| Parrocchia         | Patrono                                                           | Comune       | Frazione/Quartiere   | Popolazione |
| ------------------ | ----------------------------------------------------------------- | ------------ | -------------------- | ----------- |
| Ca' Venier         | San Nicolò vescovo                                                | Porto Tolle  | Ca' Venier           | 515         |
| Boccasette         | San Giacomo apostolo                                              | Porto Tolle  | Boccasette           | 730         |
| Bonelli            | Beata Maria Vergine del Carmelo                                   | Porto Tolle  | Bonelli              | 250         |
| Ca' Mello          | San Domenico Savio                                                | Porto Tolle  | Ca' Mello            | 500         |
| Ca' Tiepolo        | Santissimo Cuore di Gesù                                          | Porto Tolle  | Ca' Tiepolo          | 3.000       |
| Donzella           | Beata Vergine del Carmine                                         | Porto Tolle  | Donzella             | 2.500       |
| Gorino Sullam      | Cuore Immacolato della Beata Vergine Maria e San Rocco confessore | Taglio di Po | Gorino Sullam        | 450         |
| Ivica-Santa Giulia | San Giuseppe sposo della Beata Vergine Maria                      | Porto Tolle  | Ivica e Santa Giulia | 350         |
| Oca                | Nostra Signora del Santissimo Sacramento                          | Taglio di Po | Oca                  | 965         |
| Pila               | San Carlo Borromeo                                                | Porto Tolle  | Pila                 | 550         |
| Polesine Camerini  | Beata Maria Vergine in Cielo Assunta                              | Porto Tolle  | Polesine Camerini    | 850         |
| Scardovari         | S.S. Redentore                                                    | Porto Tolle  | Scardovari           | 1.400       |
| Tolle              | Beata Vergine del Rosario                                         | Porto Tolle  | Tolle                | 600         |
| Villaregia         | Beata Vergine della Cintura                                       | Porto Viro   | Villaregia           | 65          |

### Vicariato di Loreo
Comprende le parrocchie dei comuni di Loreo, Rosolina, Porto Viro, Taglio di Po e della frazione Mazzorno Sinistro del comune di Adria; non vi sono comprese le parrocchie delle frazioni Gorino Sullam e Oca di Taglio di Po e Villaregia di Porto Viro (vic. di Ca' Venier). La popolazione del territorio ammonta a 31.215 unità.
| Parrocchia               | Patrono                                     | Comune       | Frazione/Quartiere | Popolazione | Web |
| ------------------------ | ------------------------------------------- | ------------ | ------------------ | ----------- | --- |
| Loreo                    | Santa Maria Assunta                         | Loreo        | centro             | 3.600       |     |
| Albarella                | San Nicola della Flue                       | Rosolina     | Albarella          | 40          |     |
| Ca' Cappellino           | Santa Maria Nascente e San Filippo Neri     | Porto Viro   | Ca' Cappellino     | 300         |     |
| Ca' Cappello             | San Giovanni Battista                       | Porto Viro   | Ca' Cappello       | 245         |     |
| Cavanella Po             | Madonna della Pace                          | Loreo        | Cavanella Po       | 200         |     |
| Donada                   | Visitazione di Maria Santissima             | Porto Viro   | Donada             | 3.500       |     |
| Fornaci                  | Presentazione di Maria Santissima al Tempio | Porto Viro   | Fornaci            | 1.050       |     |
| Mazzorno Destro          | San Francesco d'Assisi                      | Taglio di Po | Mazzorno Destro    | 270         |     |
| Mazzorno Sinistro        | San Giorgio martire                         | Adria        | Mazzorno Sinistro  | 220         |     |
| Porto Levante            | San Paolo apostolo                          | Porto Viro   | Porto Levante      | 149         |     |
| Rosolina                 | Sant'Antonio di Padova                      | Rosolina     | centro             | 4.000       |     |
| Rosolina a Mare          | Sant'Ignazio vescovo e martire              | Rosolina     | Rosolina Mare      | 200         |     |
| San Bartolomeo Contarina | San Bartolomeo apostolo                     | Porto Viro   | Contarina          | 3.300       |     |
| Scalon di Porto Viro     | Santa Maria Madre della Chiesa              | Porto Viro   | Scalon             | 4.060       |     |
| Taglio di Porto Viro     | San Pio X                                   | Porto Viro   | Taglio di Donada   | 1.800       |     |
| Taglio di Po             | San Francesco d'Assisi                      | Taglio di Po | centro             | 6.000       |     |
| Tornova                  | Beata Maria Vergine del Rosario             | Loreo        | Tornova            | 281         |     |
| Volto                    | Santa Maria Vergine del Rosario             | Rosolina     | Volto              | 2.000       |     |

### Vicariato di Sottomarina
Comprende le parrocchie di Sottomarina e delle frazioni minori di Chioggia; non vi sono comprese le parrocchie delle frazioni Ca' Bianca (vic. di Chioggia-Pellestrina) e Valli (diocesi di Padova). La popolazione del territorio ammonta a 32.085 unità.
| Parrocchia         | Patrono                                                                | Comune   | Frazione/Quartiere          | Popolazione | Web |
| ------------------ | ---------------------------------------------------------------------- | -------- | --------------------------- | ----------- | --- |
| San Martino        | San Martino vescovo                                                    | Chioggia | Sottomarina                 | 6.200       |     |
| Buon Pastore       | Buon Pastore                                                           | Chioggia | Sottomarina                 | 4.670       |     |
| Borgo Madonna      | Beata Maria Vergine della Navicella                                    | Chioggia | Sottomarina-Ridotto Madonna | 8.000       |     |
| Brondolo           | San Michele arcangelo                                                  | Chioggia | Brondolo                    | 1.340       |     |
| Ca' Lino           | Santi Giovanni Battista e Evangelista                                  | Chioggia | Ca' Lino                    | 1.270       |     |
| Cavanella d'Adige  | San Giorgio martire                                                    | Chioggia | Cavanella d'Adige           | 805         |     |
| Madonna di Lourdes | Beata Maria Vergine di Lourdes e Santa Maria Goretti vergine e martire | Chioggia | Sottomarina                 | 1.500       |     |
| Sant'Anna          | Santi Anna e Gaetano                                                   | Chioggia | Sant'Anna                   | 2.100       |     |
| Spirito Santo      | Spirito Santo                                                          | Chioggia | Sottomarina-Borgo Nuovo     | 6.200       |     |